# Novavax
Novavax, Inc. je americký výrobce vakcín. Společnost byla založena v roce 1987 a sídlí ve městě Gaithersburg ve státě Maryland. Generálním ředitelem je Stanley Erck. Novavax má 791 zaměstnanců.
Firma obdržela grant ve výši 82,553,834 dolarů od Nadace Billa a Melindy Gatesových.
V roce 2013 se stala majetkem společnosti továrna Isconova AB (dnes Novavax AB) ve švédské Uppsale. V roce 2020 firma zakoupila provoz v Bohumili u Prahy (společnost Praha Vaccines a. s., dnes Novavax CZ a. s.).
Jedním z produktů je vakcína proti chřipce NanoFlu. Novavax vyrobil také vakcínu NVX-CoV2373 proti nemoci covid-19. V březnu 2021 byly zveřejněny výsledky testů, podle nichž má tento preparát účinnost 96 procent. Po schválení se plánuje produkce až miliardy dávek ročně.